# CDKN2D
CDKN2D‏ (Cyclin dependent kinase inhibitor 2D) هوَ بروتين يُشَفر بواسطة جين CDKN2D في الإنسان.